# Ризо Панев
Ризо Панев е български просветен деец от ранното Българско възраждане в Източна Македония.

## Биография
Роден е в светиврачкото село Дебрене около 1851 година. Учи в Мелнишкото гръцко училище, където получава езикова, литературна и педагогическа подготовка. Връща се в Дебрене и в собствената си къща отваря частно килийно училище, в което преподава на гръцки и на български по църковнославянски книги. Учениците му плащат по три гроша. Наследен е като учител от ученика си Тодор Божинов.
Ризо Панев умира в 1942 година.